# Georg Winter (Fußballspieler)
Georg Winter (* 17. Mai 1895; † nach 1952) war ein deutscher Fußballspieler.

## Karriere
Winter gehörte von 1912 bis 1927 dem 1. FC Nürnberg an, für den er zunächst als Außenläufer, während des Ersten Weltkriegs als Mittelläufer, zum Einsatz kam. Dies war fortan seine Stammposition, nachdem er unversehrt aus dem Krieg heimgekehrt war. In den vom Süddeutschen Fußball-Verband organisierten Meisterschaften bestritt er im Ostkreis, ab der Saison 1919/20 in der Kreisliga Nordbayern, ab der Saison 1923/24 in der leistungsdichteren und nicht in Kreisligen unterteilten Bezirksliga Bayern, Punktspiele.
Eine im Spieljahr 1921 erlittene Knieverletzung zwang ihn zu pausieren; daher verließ er den Verein kurzzeitig. Die Vereinszeitung schrieb dazu im Jahr 1922: „Geraume Zeit war unser … Mittelläufer Winter auf seinem Posten tätig; seine … Verletzung ließ jedoch die … Aufstellung … nicht als rätlich erscheinen, zumal sich unterdessen Kalb hervorragend als Mittelläufer bewährte. Winter hat in Verkennung der … Maßnahme … unserem Verein den Rücken gekehrt.“
Im Dezember 1922 vermeldete der Verein die Rückkehr von Winter. Im Januar 1923 reiste er mit dem Verein nach Spanien und wurde dort gegen den FC Barcelona eingesetzt, hatte jedoch eine schwache Form. Danach wurde er in mehreren Punktspielen eingesetzt, da Hans Kalb zwei Beinbrüche erlitten hatte. Im Jahr 1924 wurde seine Form wieder besser, hervorgehoben wurde „… sein Kopfspiel, noch mehr aber seine Ausdauer.“ Im Dezember 1924 schrieb die Vereinszeitung: „Winter hat sich … vor dem Einrosten bewahrt …. Zur Zeit ist er das Mädchen für alles, einmal Stürmer, dann wieder Läufer und schließlich Verteidiger.“ Auch 1925 verbesserte sich seine Form weiter. 
Während seiner Vereinszugehörigkeit bestritt er 265 Pflichtspiele und gewann mehrere regionale Meisterschaften; zu seinen größten sportlichen Erfolgen zählen die vier deutschen Meisterschaften, wobei er lediglich in dem am 12. Juni 1927 in Berlin ausgetragenen Finale, das mit 2:0 gegen Hertha BSC gewonnen wurde, mitwirkte, wie in den drei Rundenspielen –  durch den verletzungsbedingten Ausfall von Anton Kugler – zuvor.

## Erfolge
- Deutscher Meister 1920, 1921, 1925, 1927
- Süddeutscher Meister 1916, 1918, 1920, 1921, 1924
- Bezirksmeister Bayern 1924, 1925
- Nordbayerischer Meister 1920, 1921
- Ostkreismeister 1916, 1918

## Sonstiges
Georg Winter lebte längere Zeit in Förrenbach und ab 1952 gemeinsam mit Anni Kalb, der Witwe von Hans Kalb, in einer Wohnung in Schweinau. Von Beruf Schornsteinfeger, übte er diesen in einem Kehrbezirk in Fürth aus.